# Индиана Джоунс и последният кръстоносен поход
Индиана Джоунс и последният кръстоносен поход (на английски: Indiana Jones and the Last Crusade) е американски екшън приключенски филм от 1989 г., режисиран от Стивън Спилбърг по сценарий на Джефри Боам, базиран на оригиналната история от Джордж Лукас и Мено Мейес. Това е третата част от филмовата поредица Индиана Джоунс и е продължение на Похитителите на изчезналия кивот (1981). Харисън Форд се завръща в главната роля, а бащата на героя е изигран от Шон Конъри. Другите актьори, които участват, са Алисън Дуди, Денъм Елиът, Джулиан Глоувър, Ривър Финикс и Джон Рис-Дейвис. Във филма, чието действие се развива през 1938 г., Индиана Джоунс търси баща си, учен, изследващ Светия Граал, който е отвлечен и държан като заложник от нацистите, докато е на пътешествие, за да намери Светия Граал.
След критиките, които получава Индиана Джоунс и храмът на обречените (1984), Спилбърг решава да направи следващата част по-лек филм, както и да върне няколко елемента от Похитителите на изчезналия кивот. През петте години между Храмът на обречените и Последният кръстоносен поход той и изпълнителният продуцент Лукас преглеждат няколко сценария, преди да приемат този на Джефри Боам. Местата на заснемане включват Испания, Италия, Западна Германия, Йордания, Обединеното кралство и Съединените щати.
Премиерата на Индиана Джоунс и последният кръстоносен поход, разпространяван от Парамаунт Пикчърс, е на 24 май 1989 г. в САЩ. Филмът получава положителни отзиви и е финансов успех, като печели 474,2 милиона долара в световен мащаб, което го прави най-касовият филм на 1989 г. Той също така печели Оскар за най-добри звукови ефекти и е номиниран за най-добра оригинална музика и най-добър звук на 62-рите награди на Академията. Въпреки че Спилбърг и Лукас първоначално замислят Последният кръстоносен поход да е краят на поредицата, през май 2008 г. следва продължение – Индиана Джоунс и кралството на кристалния череп, а през юни 2023 г. излиза петият и последен филм – Индиана Джоунс и Реликвата на съдбата.

## Сюжет
През 1912 г. младежът Хенри „Индиана“ Джоунс-младши живее с баща си Хенри Джоунс-старши в Моуаб, Юта. Един ден, докато изследва пещера като скаут, Инди намира кръст, принадлежал на Коронадо, в ръцете на група грабители на гробници. След кратко преследване с кон, Инди се прибира у дома, но грабителите го откриват и си връщат кръста. Лидерът им, Гарт, изразява уважението си към Инди и му подарява своята федора, преди да си тръгне.
През 1938 г. Индиана успява да си върне кръста от работодателя на грабителите на гробници край португалския бряг. След завръщането си в САЩ, той научава, че баща му е изчезнал по време на търсене на Светия Граал. Уолтър Донован, финансист на търсенето, възлага на Инди задачата да намери баща си и Граала.
Индиана получава дневника на баща си, който съдържа всички изследвания за Граала, и заедно с приятеля си Маркъс Броуди заминава за Венеция, за да се срещне с Елза Шнайдер – колежка на баща му. Под библиотеката, където за последно е видян баща му, те откриват катакомби и щит с надпис, указващ, че пътят към Граала започва от Александрета. След това са нападнати от таен орден – Братството на Меча с Кръст, чиято цел е да защитават Граала.
Инди пощадява лидера на братството, Казим, и научава, че баща му е затворен в замък в Австрия. Той поверява на Маркъс карта от дневника, водеща към Граала, и го изпраща в Александрета при техния приятел Салах. След като откриват, че стаите им са претърсени, Инди разкрива на Елза за съществуването на дневника, преди двамата да прекарат нощта заедно.
В Австрия Инди и Елза проникват в замъка и откриват, че е под контрола на нацистите. Инди намира баща си, но е заловен, след като Елза се оказва нацистка сътрудничка. Тя отнема дневника, а Инди и баща му научават, че и самият Донован работи с нацистите.
Междувременно Маркъс също е пленен от нацистите. Елза се връща в Германия, докато Инди и баща му успяват да избягат от замъка и заминават за Берлин, за да си върнат дневника. След като го взимат обратно от Елза, те бягат с цепелин и по-късно успяват да се измъкнат и от два немски изтребителя.
В Хатай Салах ги информира, че нацистите вече са там, следвайки картата. Докато търсят пътя към Граала, нацистите са нападнати от Братството, но ги побеждават. Хенри се възползва от хаоса, за да се опита да спаси Маркъс, но е пленен; Инди атакува нацисткия конвой и с помощта на баща си и Маркъс го унищожава.
Инди, Хенри, Маркъс и Салах достигат до храм, където се намира Светият Граал, и наблюдават как нацистите се опитват да преминат капаните му. Донован прострелва Хенри, за да принуди Инди да намери Граала, който може да го излекува.
С помощта на дневника Инди преминава капаните и стига до зала с множество чаши, където го посреща древен рицар. Той казва, че само една чаша е истинският Граал. Донован и Елза пристигат и тя умишлено му подава грешната чаша – той умира, след като пие от нея.
Инди открива истинския Граал и спасява баща си. Елза загива, когато се опитва да изнесе чашата от храма, който започва да се руши. Инди почти пада, опитвайки се да спаси Граала, но баща му го убеждава да се откаже и му спасява живота. Чашата пада в пропаст, а групата напуска храма и се отправя в залеза.

## Актьорски състав
- Харисън Форд – Хенри "Индиана" Джоунс-младши, професор по археология и авантюрист
  - Ривър Финикс – Индиана Джоунс (млад)
- Шон Конъри – Хенри Джоунс-старши, бащата на Инди и професор по средновековна литература
  - Алекс Хайд-Уайт – Хенри Джоунс-старши (млад)
- Денъм Елиът – Маркъс Броуди, несръчният английски колега на Индиана
- Алисън Дуди – д-р Елза Шнайдер, австрийска професорка по изкуство
- Джон Рис-Дейвис – Салах, приятел на Индиана
- Джулиан Глоувър – Уолтър Донован, богат американски бизнесмен
- Майкъл Бърн – щандартенфюрер Ернст Вогел, брутален офицер от СС

В Последният кръстоносен поход участват още Кеворк Меликян като Казим, лидера на Братството. Робърт Едисън играе Рицаря на Граала. Майкъл Шиърд се появява за кратко като Адолф Хитлер. Роналд Лейси, който играе Тохт в Похитителите на изчезналия кивот, като Хайнрих Химлер. Алексей Сейл играе измисления султан на Хатай. Пол Максуел е мъжът с панамската шапка. Пат Роуч като нацист. Ричард Янг като Гарт. Юджийн Липински е в ролята на мистериозния агент. Върнън Дубчев като иконома на замъка.

## Производство

### Разработка
Джордж Лукас и Стивън Спилбърг възнамеряват да направят трилогия за филмите за Индиана Джоунс, откакто Лукас за първи път му предлага Похитителите на изчезналия кивот през 1977 г., въпреки че през 1979 г. подписват договор за пет филма с Парамаунт Пикчърс. След смесената реакция на критиката и публиката към Индиана Джоунс и храмът на обречените, Спилбърг решава да завърши трилогията, за да изпълни обещанието си към Лукас, с намерението да придаде на филма духа и тона на Похитителите на изчезналия кивот. Сценаристите на Храмът на обречените Уилард Хук и Глория Кац избират да не се връщат, тъй като и двамата имат други ангажименти и се чувстват доволни от работата си във втория филм. По време на разработването и предпродукцията на филма Спилбърг признава, че „съзнателно се връща назад“ в създаването му. Поради ангажимента си към филма, режисьорът трябва да се откаже от режисурата на Големият (1988) и Рейнман (1988).
Първоначално Лукас предлага филмът да е за обитавана от духове къща, за който сценаристката на Романс за камъка (1984) Даян Томас пише сценарий. Спилбърг отхвърля идеята поради сходството с Полтъргайст (1982), на който той е съавтор и продуцент. Лукас за първи път представя Светия Граал в идея за пролога на филма, чието действие трябва да се развива в Шотландия. Той възнамерява Граалът да има езическа основа, а останалата част от филма да се върти около отделен християнски артефакт в Африка. Спилбърг не харесва идеята за Граала, която намира за твърде езотерична, дори след като Лукас предлага да му се придадат лечебни сили и способността да дарява безсмъртие (подобно на измислената магическа сила, дадена на кивота в първия филм от трилогията). През септември 1984 г. Лукас завършва текст от осем страници, озаглавен Индиана Джоунс и Кралят на маймуните. Историята разказва как Индиана се бори с призрак в Шотландия, преди да открие Извора на младостта в Африка.
Крис Кълъмбъс — сценарист на продуцираните от Спилбърг Гремлини, Дяволчетата и Младият Шерлок Холмс — е нает да напише сценария. Първият му чернова, датирана от 3 май 1985 г., променя основния сюжет на Градина на безсмъртните праскови. Действието започва през 1937 г., когато Индиана се бори с убийствения призрак на барон Шеймъс Сийгроув III в Шотландия. Индиана пътува до Мозамбик, за да помогне на д-р Клеър Кларк (тип Катрин Хепбърн според Лукас), която е намерила 200-годишен пигмей. Пигмейът е отвлечен от нацистите по време на преследване с лодка, а Индиана, Клеър и Скраги Брайър — стар приятел на Индиана — плават по река Замбези, за да го спасят. Индиана е убит в кулминационната битка, но е възкресен от Краля на маймуните. Други герои включват африканско племе от канибали; нацистки сержант Гътърбух, който има механична ръка; Бетси, студентка, която е фанатично влюбена в Индиана; и пиратски водач на име Кезуре (описан като тип Тоширо Мифуне), който умира, докато яде праскова, защото не е чистосърдечен.
Втората чернова на Кълъмбъс, датирана от 6 август 1985 г., премахва Бетси и представя Даш, емигрант и собственик на бар, и Краля на маймуните като злодеи. Кралят на маймуните принуждава Индиана и Даш да играят шах с истински хора и унищожава всеки заловен човек. Впоследствие Индиана се бие с немъртвите, унищожава жезъла на Краля на маймуните и се жени за Клеър. Разузнаването на локациите започва в Африка, но Спилбърг и Лукас изоставят Краля на маймуните заради негативното му изобразяване на африканските туземци и защото сценарият е твърде нереалистичен. Спилбърг признава, че го кара „да се чувства много стар, твърде стар, за да го режисира“. Сценарият на Кълъмбъс изтича в интернет през 1997 г. и мнозина смятат, че това е ранна чернова за четвъртия филм, защото погрешно е датирана от 1995 г.
Недоволен, Спилбърг предлага да се представи бащата на Индиана, Хенри Джоунс-старши. Лукас се съмнява, вярвайки, че Граалът трябва да бъде фокусът на историята, но Спилбърг го убеждава, че връзката баща-син ще послужи като чудесна метафора в търсенето на артефакта от страна на Индиана. Спилбърг наема Мено Мейес, който е работил по Пурпурен цвят (1985) и Империята на Слънцето на Спилбърг, да започне нов сценарий на 1 януари 1986 г. Мейес завършва сценария си десет месеца по-късно. Той изобразява как Индиана търси баща си в Монсегюр, където среща монахиня на име Шантал. Индиана пътува до Венеция, качва се на Ориент Експрес до Истанбул и продължава с влак до Петра, където среща Салах и се събира отново с баща си. Заедно намират Граала. В кулминацията нацистки злодей докосва Граала и експлодира; когато Хенри го докосва, той се изкачва по стълбище към Рая. Шантал избира да остане на Земята заради любовта си към Индиана. В преработен вариант, датиран два месеца по-късно, Индиана открива баща си в Крак де Шевалие и се бие с демон на мястото на Граала, когото побеждава с кама с надпис „Бог е Цар“. Прологът и в двата варианта разказва за Индиана в Мексико, който се бори за притежание на посмъртната маска на Монтесума с мъж, който държи горили за домашни любимци.
Спилбърг предлага на сценариста на Вътрешен космос Джефри Боам да извърши следващото пренаписване на сценария. Боам прекарва две седмици в преработка на историята с Лукас, което води до историята, до голяма степен застъпена във финалния филм. Боам казва на Лукас, че Индиана трябва да намери баща си в средата на историята. „Като се има предвид фактът, че това е третият филм от поредицата, не можеше просто да завърши с това те да получат артефакта. Така завършиха първите два филма“, казва той, „Затова си помислих, нека загубят Граала и нека връзката баща-син бъде основният момент. Това е археологическо търсене на собствената идентичност на Инди и приемането на баща му е по-скоро това, за което става въпрос [отколкото търсенето на Граала]“. Боам споделя, че според него в предишните филми липсва достатъчно развитие на героите. Прологът показва възрастния Индиана Джоунс, който открива ацтекски реликви за музейния уредник в Мексико, и включва сцена с цирков влак. Хенри и Елза (която е описана с тъмна коса) търсят Светия Граал от името на фондация „Чандлър“, преди Хенри да изчезне. Героят Казим в черновата е Кемал и е агент на Република Хатай, който търси Граала за себе си. Кемал застрелва Хенри и умира, пиейки от грешната чаша. Рицарят на Граала се бие с Индиана на кон, а Вогел е премазан от камък, докато се опитва да открадне Граала.
По време на недатирана редакция от Амблин Ентъртейнмънт и пренаписване от Том Стопард (под псевдонима Бари Уотсън) на 8 май 1988 г. са направени допълнителни промени. Стопард усъвършенства по-голямата част от диалога и създава героя „Панамска шапка“, за да свърже сегментите от пролога, представящи младия и възрастния Индиана. Кемал е преименуван на Казим, който иска да защити Граала, вместо да го задържи за себе си. Героят Чандлър е преименуван на Донован. Добавена е сцената с пленяването на Броуди. Вогел умира, докато Донован застрелва Хенри и след това пие от фалшивия Граал, а Елза пада в пропастта. Изпитанията за Граала са разширени, за да включат стъпването върху камък и скока на вярата.

### Заснемане
Основните снимки започват на 16 май 1988 г. в пустинята Табернас, намираща се в испанската провинция Алмерия. Първоначално Спилбърг планира преследването да бъде кратка сцена, заснета за два дни, но създава сторибордове, за да я превърне в изпълнено с екшън централно събитие. Тъй като смята, че няма как да надмине сцената с камиона от Похитителите на изчезналия кивот (понеже камионът е много по-бърз от танка), решава, че тази сцена трябва да е по-свързана с историята и да покаже как Индиана и Хенри си помагат взаимно. По-късно казва, че му е било по-забавно да прави сторибордовете за сцената, отколкото да я заснема. Втората снимачна група започва работа две седмици по-рано. След около десет дни продукцията се премества в училището по изкуства в Алмерия, за да заснеме сцените в двореца на султана на Хатай. Природният парк Кабо де Гата-Нихар е използван за сцените с пътя, тунела и плажа, в които ято птици удря самолета. Записите в Испания приключват на 2 юни 1988 г. в Гуадикс, Гранада, със заснемането на залавянето на Броуди на гарата в Александрета. Филмовият екип построява джамия близо до гарата за създаване на атмосфера, вместо да я добавя по-късно чрез визуални ефекти.
Екстериорните снимки на замъка Брунвалд са заснети в замъка Бюрерсхайм в Западна Германия. Във филма образът на замъка е обърнат огледално, а сградата е визуално разширена с помощта на матова живопис, като копие на дясната фасада е добавено отляво на главната кула. Интериорните сцени на замъка са заснети в Елстрий Студиос, Англия, между 5 и 10 юни 1988 г. На 16 юни зала Лорънс Хол в Лондон е използвана за интериора на летище Темпелхоф в Берлин. На следващия ден снимачният екип се връща в студиото, за да заснеме бягството с мотоциклет, като снимките продължават до 18 юли. На 29 юни един ден е посветен на летище Норт Уиълд, където се заснема заминаването на Индиана за Венеция. Харисън Форд и Шон Конъри изиграват голяма част от сцената със цепелина без панталони, поради прекалено загрялата снимачна площадка. Спилбърг, Франк Маршал и Катлийн Кенеди прекъсват снимките, за да отправят апел към парламента на Обединеното кралство в подкрепа на икономически „западналите“ британски филмови студиа. В периода 20–22 юли се заснемат сцените с интериора на храма. Сцената е заснета на специално изграден декор, чието изграждане отнема шест седмици. Поддържа от хидравлична платформа с височина 24 метра и десет жиростабилизатора, използвани по време на земетресението. Възстановяването между дублите отнемало по 20 минути, за да се върнат хидравличните елементи в начална позиция и пукнатините да се запълнят с гипс. Кадърът, в който Граалът пада на пода на храма и предизвиква първата пукнатина, първоначално е изпитан върху самия декор, но се оказва твърде труден за изпълнение. Вместо това е изграден отделен участък от пода със специална предварително очертана пукнатина, запечатана с гипс. Необходими са няколко опита, за да може чашата да падне от 1,8 метра точно върху желаното място. На 25–26 юли се провеждат нощни снимки в училище Стоу в Бъкингамшър за сцената с нацисткия митинг.
Снимките се възобновяват два дни по-късно в Елстрий, където Спилбърг бързо заснема сцените в библиотеката, на португалския товарен кораб и в катакомбите. Боят на парахода от пролога (действието през 1938 г.) е заснет за три дни върху палуба с размери 18 на 12 метра, изградена върху жиростабилизатори в студиото. За сцената са използвани десетина резервоара, всеки съдържащ по 1363 литра вода. Къщата на Хенри е заснета в Мил Хил, Лондон. Боят между Индиана и Казим във Венеция, пред корабен винт, е заснет в басейн в студиото. Спилбърг използва телеобектив, за да създаде илюзията, че актьорите се намират по-близо до винта, отколкото в действителност. Два дни по-късно, на 4 август, е заснета друга част от преследването с моторни лодки на пристанището Тилбъри в графство Есекс. За кадъра, в който лодките минават между два кораба, първо корабите са закрепени със стоманени въжета за безопасност. След това са преместени близо един до друг, докато лодките минават между тях — толкова близо, че една от лодките дори одраскала стените на корабите. Празна моторна лодка с манекени е изстреляна от плаваща платформа между корабите, заедно с огън и дим, които прикриват самата платформа. Дубълът е изпълнен два пъти, защото при първия опит лодката паднала твърде далеч от камерата. На следващия ден снимките в Англия приключват в Кралското масонско училище в Рикмансуърт, което отново служи като двойник на колежа на Индиана (както и в Похитителите на изчезналия кивот).
Снимките във Венеция се провеждат на 8 август. За сцени като посрещането на Елза от Индиана и Броуди, кадри от преследването с лодките и разговора на Казим с Индиана относно местонахождението на баща му, продуцентът Робърт Уотс успява да получи контрол над Канал Гранде от 7:00 до 13:00 ч., като за възможно най-дълго време е ограничен достъпът на туристи. Операторът Дъглас Слокомб позиционира камерата така, че в кадър да не попаднат сателитни чинии. Църквата Сан Барнаба във Венеция служи като екстериор на библиотеката. На следващия ден снимките се преместват в древния град Петра, Йордания, където сградата Хазне (Съкровищницата) е използвана като храмът, в който се намира Граалът. Актьорският състав и екипът са приети като гости при крал Хусейн I и кралица Нур. Съкровищницата вече е използвана като локация във филма Синбад и окото на тигъра (1977). Основният актьорски състав приключва своите сцени същата седмица, след общо 63 снимачни дни.
Втората снимачна група заснема част от пролога, чието действие се развива през 1912 г., в периода от 29 август до 3 септември. Основната снимачна група започва работа два дни по-късно със сцената с цирковия влак, заснета в Аламоза, Колорадо, по живописната железопътна линия Кумбрес енд Толтек. Снимките продължават в Погоуза Спрингс на 7 септември и след това в Кортез на 10 септември. В дните от 14 до 16 септември сцените, в които младият Индиана пада в различните вагони на влака, са заснети в Лос Анджелис. След това продукцията се премества в националния парк Арки в щата Юта за допълнителни кадри за началото на филма. Къща в град Антонито, Колорадо, е използвана като семейния дом на семейство Джоунс. Първоначално е планирано да се снима и в националния парк Меса Верде, но представители на местни индиански племена изразяват религиозни възражения и мястото не е използвано. Когато Спилбърг и монтажистът Майкъл Кан гледат груб монтаж на филма в края на 1988 г., те усещат, че му липсва достатъчно екшън. Затова сцената с преследването с мотоциклети е заснета по време на постпродукцията в района на връх Тамалпаис и градчето Феърфакс. Финалният кадър, в който Индиана, Хенри, Салах и Броуди яздят към залеза, е заснет в началото на 1989 г. в Амарило, Тексас, от втората снимачна група под режисурата на Франк Маршал. Снимките приключват на 16 септември 1988 г., след общо 123 снимачни дни.

### Дизайн
Снимките на Индиана Джоунс и последният кръстоносен поход включват значителни технически предизвикателства и иновативни механични ефекти. Джордж Гибс, ръководителят на механичните ефекти, създава реалистичен танк, базиран на танка Марк VIII, който е изграден върху багер с хидравлична система и стоманена конструкция, издържаща на груби терени. Въпреки проблеми като повреда на части и екстремна топлина вътре, танкът e използван успешно. За близки кадри са създадени по-леки макети и модели, а сцената със скока от скала е реализирана с мащабна миниатюра и ефекти от Индустиал Лайт енд Меджик.
Сцените с влака от 1912 г. също са предизвикателство – влаковете трудно спирали в определения момент. Интериорите са заснети в студио с подвижни вагони, като са използвани аниматронни животни като носорог и жирафи били. Ретро коли са модифицирани с модерни двигатели и ефекти с прах за постигане на реализъм.
Сцените с животни включват хиляди плъхове – както живи, така и механични, змии, лъвове и гълъби, като последните заменили неработещите механични чайки. Костюмите на нацистите са автентични, а за Шон Конъри е създаден персонализиран винтидж костюм. Самолетите и мотоциклетите в екшън сцените са модифицирани модерни машини, представени като нацистки. Използвани са и специални ефекти за симулация на огнестрелни оръжия и лечението на Конъри с „вълшебната вода“.

### Визуални ефекти
В Индиана Джоунс и последният кръстоносен поход визуалните ефекти, създадени от Индустриал Лайт енд Меджик, съчетават мащабни модели, миниатюри, сини екрани, стоп-моушън и ранна компютърна графика. Модели на цепелин, тунел и самолет са използвани за сцени с преследванията и катастрофите. Изпитанията преди Граала комбинират практически ефекти и матови картини, като „скокът на вярата“ е реализиран с мост-модел и рисуван фон. Смъртта на Донован е първата напълно дигитално композирана сцена във филм. Звуковите ефекти са създадени с необичайни източници като пилета, балони и стиропор. Много от локациите са подсилени с матови рисунки и визуални добавки, за да се постигне автентична атмосфера.

### Музика
Джон Уилямс, който отговаря за филмовата музика на предишните филми от поредицата, композира и саундтрака за Последният кръстоносен поход. Към онзи момент това е десетото сътрудничество между Уилямс и Спилбърг.
Записът е направен в студио Лоримар в Кълвър Сити, Калифорния. Уорнър Брос, чрез своите музикални подразделения Уорнър Брос Рексърд и Уорнър Мюзик Груп, отговаря за издаването. Издадени са две различни версии на саундтрака, като нито една от тях не съдържа цялата музика от филма. Оригиналният албум, издаден през 1989 г., съдържа само тринадесет композиции с обща продължителност около 58 минути — едва половината от цялата музика. Качеството на звука в това първо издание е доста ниско, което, в съчетание с лошото качество на записа, предизвиква недоволство сред феновете. За обложката е използвана илюстрацията на Дрю Струзан от постера на филма.

## Теми
Връзката между сина и отчуждния баща е честа тема във филмите на Спилбърг, включително Извънземното (1982) и Хук (1991).
Изследването на отношенията между бащи и синове, съчетано с използването на религиозна символика, може да се сравни с два други филма от 1989 г. — Стар Трек V: Последната граница и Поле на мечтите. Във вестник Ню Йорк Таймс Карин Джеймс пише, че това съчетание във филмите отразява проблемите на новата епоха, в която поклонението пред Бог се приравнява на търсене на бащата. Според нея нито Индиана, нито баща му са обсебени от намирането на Светия граал или победата над нацистите, а по-скоро и двамата търсят професионално уважение един към друг — в приключение типично за момчета. Джеймс сравнява библейски епичната разруха на храма с по-ефективния и тих разговор между двамата Джоунс в края на филма. Тя също отбелязва, че майката на Индиана не се появява в пролога, като се подразбира, че е починала преди събитията във филма.

## Премиера

### Боксофис
Премиерата на Индиана Джоунс и последният кръстоносен поход е на 24 май 1989 г. в Съединените щати и Канада, в 2327 кина, и печели над 37 милиона долара за четири дни. За 19 дни достига 100 милиона долара, а общо събира 474,2 милиона долара в световен мащаб, което го прави най-печелившия филм в света за 1989 г. Това е и един от най-успешните филми на Харисън Форд до тогава. Продадени са над 49 милиона билета в Северна Америка, а филмът задържа рекорди по приходи и най-успешно откриване до средата на 90-те.

## В България

### Домашна употреба
В България филмът е издаден на DVD със субтитри на български език в комплект с предишните две части от поредицата.

### Телевизионни дублажи
| Обработка              | Продуцентско направление „КИНО“                                                                         |
| ---------------------- | --- |
| Изпълнителен продуцент | Тодор Игнатов                                                                                           |
| Превод                 | Тодор Николов                                                                                           |
| Тонрежисьор            | Трендафилка Немска                                                                                      |
| Режисьор на дублажа    | Димитър Караджов                                                                                        |
| Озвучаващи артисти     | Даринка Митова Мариана Лечева Марин Янев Георги Новаков Христо Чешмеджиев Симеон Владов Стефан Стефанов |

| Преводач            | Яна Янева                                                                                 |
| Тонрежисьор         | Емил Енев                                                                                 |
| Режисьор на дублажа | Милена Манчева                                                                            |
| Озвучаващи артисти  | Христина Ибришимова Христо Узунов Стефан Сърчаджиев-Съра Стефан Димитриев Момчил Степанов |

| Озвучаващи артисти  | Христина Ибришимова Нина Гавазова Христо Узунов Силви Стоицов Илиян Пенев Светозар Кокаланов |
| Преводач            | Миряна Мезеклиева                                                                            |
| Тонрежисьор         | Димитър Кукушев                                                                              |
| Режисьор на дублажа | Димитър Кръстев                                                                              |

| Преводач            | Миряна Мезеклиева                                                              |
| Тонрежисьор         | Детелина Ралчевска                                                             |
| Режисьор на дублажа | Анна Тодорова                                                                  |
| Озвучаващи артисти  | Елена Русалиева Христо Узунов Стефан Сърчаджиев-Съра Симеон Владов Васил Бинев |